# Timberwood Park
Timberwood Park és una concentració de població designada pel cens dels Estats Units a l'estat de Texas. Segons el cens del 2000 tenia 5.889 habitants.

## Demografia
Segons el cens del 2000, Timberwood Park tenia 5.889 habitants, 2.002 habitatges, i 1.721 famílies. La densitat de població era de 119,5 habitants per km².
Dels 2.002 habitatges en un 44,7% hi vivien nens de menys de 18 anys, en un 78,2% hi vivien parelles casades, en un 5,6% dones solteres, i en un 14% no eren unitats familiars. En l'11,4% dels habitatges hi vivien persones soles el 2,8% de les quals corresponia a persones de 65 anys o més que vivien soles. El nombre mitjà de persones vivint en cada habitatge era de 2,94 i el nombre mitjà de persones que vivien en cada família era de 3,18.
Per edats la població es repartia de la següent manera: un 29,4% tenia menys de 18 anys, un 5,4% entre 18 i 24, un 31,5% entre 25 i 44, un 27,5% de 45 a 60 i un 6,2% 65 anys o més.
L'edat mediana era de 38 anys. Per cada 100 dones de 18 o més anys hi havia 96,7 homes.
La renda mediana per habitatge era de 79.053 $ i la renda mediana per família de 83.203 $. Els homes tenien una renda mediana de 52.196 $ mentre que les dones 36.761 $. La renda per capita de la població era de 34.385 $. Aproximadament l'1,8% de les famílies i el 3,4% de la població estaven per davall del llindar de pobresa.

## Poblacions més properes
El següent diagrama mostra les poblacions més properes.